# Уамбо (град)
Уа̀мбо (на португалски: Huambo, изговаря се по-близко до Уамбу) е столицата на анголската провинция Уамбо. Градът е разположен на около 220 km източно от град Бенгела и на 600 километра от столицата на страната, град Луанда. Според последните данни, населението на града е около 225 000 души, което го прави вторият по големина град в Ангола. Уамбо е главният център на железопътната линия Бенгела, която пресича страната от пристанището на Бенгела до границата с Демократична република Конго. Градът се обслужва от летище Албано Машадо.
1. ↑  Resultados Prelimisnares -Recenseamento Geral da Populaçéo e Habitação-2014 //   с. 83. Посетен на 21 октомври 2017 г.